# Protumasonstvo
Protumasonstvo, također i antimasonstvo kao i antimasonerija, označava kritiku, protivljenje i neprijateljstvo prema slobodnom zidarstvu i njegovim članovima. 
Tijekom povijesti, ovo protivljenje dolazilo je iz različitih izvora, ali najčešće je bilo povezano s Katoličkom crkvom, koja je od 1738. godine, počevši s papinskom bulom In eminenti Apostolatus Specula, više puta osudila slobodno zidarstvo kao organizaciju nespojivu s kršćanskim učenjem. Kritike i osude slobodnog zidarstva bile su raznolike, ovisno o društvenom i povijesnom kontekstu, a njihova rasprostranjenost varirala je među različitim društvenim slojevima i religijskim skupinama. Kao društveni fenomen, protumasonstvo ima duboke povijesne korijene i razvijalo se kroz različite povijesne epohe, uglavnom u zapadnom svijetu.
Antimasonski politički pokreti i publikacije često su prikazivali slobodno zidarstvo kao tajno društvo umiješanu u političke zavjere, potičući tako teorije o "masonskoj uroti". Tijekom stoljeća, neprijateljstvo prema slobodnom zidarstvu hranjeno je raznim spekulativnim interpretacijama, poput tvrdnji da slobodni zidari infiltriraju političku i pravosudnu vlast, da visoki masonski stupnjevi nose skrivenu moć, te da masonski simboli prožimaju svakodnevni život kao znak njihove prikrivene dominacije. S racionalnijeg gledišta, orotumasonstvo se može promatrati i kao otpor progresivnim i liberalnim idejama koje potječu iz doba prosvjetiteljstva, s obzirom na to da su neki od najistaknutijih filozofa tog razdoblja bili povezani s masonskim ložama.
Razvoju antimasonske doktrine značajno je doprinijela knjiga francuskog svećenika Augustina Barruela, koji je tvrdio da je Francuska revolucija rezultat masonske urote. Tijekom 19. stoljeća protumasonstvo se snažno razvilo unutar ultramontanističkih katoličkih krugova i među misliocima kontrarevolucionarnog pokreta.
U 20. stoljeću slobodno zidarstvo bilo je meta napada s obje strane političkog spektra. Komunistička internacionala smatrala je slobodno zidarstvo kontrarevolucionarnom i zabranila svojim članovima sudjelovanje u njoj, dok je krajnja desnica slobodne zidare povezala s antisemitskim optužbama o "judeomasonskoj uroti", šireći tvrdnje o navodnim zajedničkim interesima tih skupina. Diktatorski režimi diljem svijeta, a posebno oni tijekom Drugog svjetskog rata, provodili su najteže progone slobodnih zidara. U nacističkoj Njemačkoj, fašističkoj Italiji i drugim autoritarnim državama slobodni zidari su često bili targetirani kao neprijatelji režima, pri čemu su lože bile raspuštene, a članovi zatvarani i progonjeni.

## Terminologija
Pojam "protumasonstvo", odnosno "antimasonstvo", etimološki potječe iz sastavnica "masonstvo", koji je preuzet iz engleskog izraza freemason (free – "slobodan" i mason – "zidar"), te prefiksa "protu" koji označava onoga koji se protivi, kao i prefiksa "anti", koji dolazi iz starogrčkog jezika i znači "koji je aktivno protivan". Podrijetlo imenice "masonstvo" može se povezati s franačkom riječi makôn ("graditi, izrađivati", otkuda i engleski make) ili germanskim izrazom makôn ("pripremiti glinu za gradnju"), dok sufiks "-stvo" označava ideološki koncept.
Pojam "protumasonstvo" i njegovi izvedeni oblici pojavljuju se početkom 18. stoljeća u Njemačkoj, iako su stvarne pojave koje opisuje starijeg datuma. Jedan od najranijih zabilježenih primjera upotrebe pojma dolazi iz Protumasonskih društava (njem. Antimaßonische Societäten), udruga osnovanih oko 1740. godine u Hamburgu, Oberhausenu i Kopenhagenu. Danski kralj Kristijan VI. u početku je podržavao ova društva, no čini se da njihovo širenje nije bilo značajno.
Francuski povjesničar Michel Jarrige definira protumasonstvo, iliti antimasonstvo, kao "duhovni koncept koji proizlazi iz osjećaja i stava neprijateljstva prema slobodnim zidarima", dok antimasonerija označava "strukture stvorene s ciljem posvećenog i organiziranog bavljenja antimasonstvom". Nadalje, objašnjava: "Antimasonerija se razvija kroz udruge aktivista koje provode teorije antimasonstva. Drugim riječima, antimasonerija je organizirano antimasonstvo."
U 21. stoljeću, engleski stručnjak za slobodno zidarstvo Robert Cooper primjećuje da neprijateljstvo prema slobodnim zidarima postaje sve uobičajenije te da mnogi ljudi više mrze same slobodne zidare nego što kritiziraju slobodno zidarstvo kao pokret. Zbog toga preporučuje korištenje pojma "masonofobija", koji se oslanja na starogrčki sufiks phóbos ("strah, užas"), umjesto "protumasonstvo".
S druge strane, belgijski novinar Jiri Pragman predlaže umjesto tog hibridnog izraza korištenje riječi "latomofobija", koja dolazi iz dva grčka pojma: latomos (što označava kamenoresca ili klesara) i phobos (strah). Ovaj izraz izravno upućuje na operativne korijene slobodnog zidarstva i fobiju povezanu s njim. Iz istog korijena nastaju i izvedenice "latomofagija" (u prenesenom značenju "proždiranje zidara") te pridjev "latomofagičan". Drugi autori preferiraju izraz "novo antimasonstvo", kojim opisuju suvremene ideološke pokrete usmjerene protiv slobodnog zidarstva.

## Početci protumasonstva u 18. stoljeću

### Prvo protumasonstvo
Kada se slobodno zidarstvo proširilo u Francuskoj 1720-ih godina, postalo je metom napada, ponajprije iz naroda. Glasine i tračevi poticali su taj rani oblik protumasonstva, koji povjesničari nazivaju "prvim protumasonstvom". Strah od tajnovitosti potaknuo je neprijateljstvo u vremenu kada nije postojala sloboda udruživanja. Masonske lože, koje su okupljale svoje članove u određene večeri, izazvale su sumnju u javnosti i bile predmet brojnih nagađanja. Optuživani za pijanstvo, homoseksualnost i "sodomijski grijeh", slobodni zidari su izazivali nepovjerenje. Stoga je prva polovica 18. stoljeća obilovala pamfletima, satirama i dijatribama usmjerenima protiv slobodnog zidarstva.

### Počeci protumasonske ideologije
Razvoj protumasonske ideologije odvijao se kroz bogatu literaturu. Godine 1745. i 1748. objavljeno je čak pet knjiga o slobodnom zidarstvu. Prije 1738. interes za slobodno zidarstvo bio je slab.
Godine 1730. u Londonu je objavljena knjiga Raskrinkana masonerija (engl. Masonry Dissected), zbirka obreda prva tri stupnja slobodnog zidarstva. Autor Samuel Prichard, bivši slobodni zidar i gorljivi protivnik slobodnog zidarstva, tvrdio je da je riječ o prijevari. Svoju knjigu napisao je s ciljem razotkrivanja tajni slobodnog zidarstva i njihove diskreditacije. Godine 1738. objavljena je Recepcija slobodnog zidara (fran. La Réception d’un Frey-Maçon), prvo otkrivanje masonskih "tajni" na francuskom jeziku. Autor tog djela bio je René Hérault, pariški glavni policijski inspektor, koji je aktivno sudjelovao u antimasonskoj kampanji. Francuski povjesničar Jacques Lemaire smatra da je njegov pristup bio usmjeren na "ismijavanje loža kroz njihovo prikazivanje kao besmislenih i smiješnih organizacija".
Između 1738. i 1751. objavljeno je tridesetak djela koja su oblikovala početke protumasonstva u Francuskoj. Ta su djela bila raznolika i mogla su se podijeliti u tri kategorije: književna djela – u kojima se slobodno zidarstvo prikazuje kroz dramske ili pripovjedne forme; djela razotkrivanja – objavljena bez namjere nanošenja štete, ali usmjerena na otkrivanje "tajni" slobodnog zidarstva te pamfleti – pogotovo od 1743. nadalje, koji su često bili povezani s crkvenim napadima na slobodno zidarstvo. Književna djela ponekad su pisali i sami slobodni zidari. Tako primjerice švicarski pisac Pierre Clément u svojoj drami Slobodni zidari ne napada slobodno zidarstvo. S druge strane, anonimna komedija Slobodni zidar Harlekin sadrži dvije scene u kojima se lože prikazuju kao organizacije koje "sklapaju pakt s vragom". Međutim, autori su prvenstveno koristili popularnu fascinaciju tajnama kako bi pridobili čitateljsku publiku.
U prvoj polovici 18. stoljeća pojavila su se i djela koja su tvrdila da razotkrivaju masonske tajne, ali su zapravo bila fikcija. Među njima se ističe Slobodno zidarstvo ili Otkrivanje misterija slobodnih zidara po Madam ***, jedna od prvih knjiga koja je otvoreno izražavala neprijateljstvo prema slobodnim zidarima. Predstavlja ložu kao politički projekt s ciljem stvaranja "egalitarne zajednice zajedničkih dobara". Drugo značajno djelo, Tajna slobodnih zidara u potpunosti otkrivena jednoj sedamnaestogodišnjoj dami, bilo je burleskno i izrugivalo se slobodnom zidarstvu.
S vremenom su antimasonski pamfleti preplavili književnu scenu. Prvi ozbiljni napadi na slobodno zidarstvo pojavili su se 1744. godine s knjigama Pustošenje modernih izvođača Jeruzalemskog hrama autora Louisa Travenola i Red slobodnih zidara je izdan i Mopsesova tajna otkrivena od abbéa Gabriel-Louisa Péraua. Oba autora tvrdila su da su infiltrirali masonske lože i prikazali ih kao centre "svečanih orgija" i "praznovjernih rituala". Travenol, vođen nacionalističkim motivima, vidio je slobodno zidarstvo kao oblik anglofilije, što je smatrao prijetnjom Francuskoj. Njegovo drugo djelo, Slobodni zidari slomljeni (1747.), smatra se početkom filozofskog protumasonstva u književnosti. Djelo je inspirirano ultramontanskim katoličkim krugovima i tvrdi da slobodni zidari služe vragu. Slobodno zidarstvo se u njemu povezuje s hedonizmom, epikurejstvom i religijskom tolerancijom, što autor smatra prijetnjom Kršćanskoj Crkvi.
Knjiga Pismo i savjetovanje o Društvu slobodnih zidara sintetizira glavne teme antimasonske literature i po prvi put optužuje slobodne zidare za "urotu protiv monarhije". Iako je u početku protumasonstvo bio difuzan i ograničen na pučke slojeve, od 1738. godine Katolička Crkva formalizira ga kroz niz tekstova koji kombiniraju stvarnost i fikciju, šireći ih u svim društvenim sferama pod svojim utjecajem.

## Tipologija protumasonstva
Iz razvoja protumasonstva i njegovog ideološkog oblikovanja izdvajaju se dva glavna pravca: religijsko ili doktrinarno protumasonstvo te političko ili društveno protumasonstvo.

### Religijsko protumasonstvo
Doktrinarno protumasonstvo promatra slobodno zidarstvo kao protu-religiju, koja u najboljem slučaju zagovara religijski relativizam, a u najgorem filozofiju sotonističke naravi. Te dvije ideološke struje često su kroz povijest djelovale zajedno. Postoji i manje raširen "tradicionalno" protumasonstvo, koje slobodnom zidarstvu prvenstveno zamjera iskrivljavanje njegovih izvornih načela.
Već 1738. godine, papa Klement XII. objavio je bulu In eminenti Apostolatus Specula, kojom je zabranio katolicima pristup slobodnom zidarstvu. U tom trenutku, slobodno zidarstvo se već proširilo Europom, ali crkvena zabrana nije naišla na široko poštovanje. Zbog toga je papa Benedikt XIV. 1751. godine ponovio osudu slobodnog zidarstva u buli Providas Romanorum. Glavni razlozi za osudu bili su religijski pluralizam koji se prakticirao unutar loža te tajna prisega koju su slobodni zidari polagali, a koju je Crkva smatrala sumnjivom. Papinstvo je strahovalo da bi tajnovitost masonskih obreda mogla prikrivati moralnu izopačenost i širenje hereze.
Između 1738. i 1751. u Francuskoj je objavljeno najmanje 31 pravni spis i pamflet s antimasonskom tematikom. Ti su dokumenti, temeljeni na kanonskom pravu, bili dostavljeni pravosudnim i crkvenim vlastima, a bavili su se slobodnozidarskim "filozofskim ambicijama" i životom unutar loža – onako kako ih je Katolička Crkva percipirala.

### Političko ili društveno protumasonstvo
Političko protumasonstvo definira se neprijateljstvom prema strukturi slobodnog zidarstva, koje se doživljava kao tajno društvo sa skrivenim političkim ciljevima. Njegove glavne optužbe uključuju: nepotizam i međusobno pogodovanje (slobodni zidari si navodno međusobno pomažu u karijeri i društvenom usponu), infiltraciju u državne institucije, nastojanje da se preuzme vlast na nacionalnoj ili globalnoj razini te masonske teorije urota, prema kojima slobodni zidari teže globalnoj dominaciji. Jedna od glavnih kritika upućena slobodnom zidarstvi bila je da, unatoč zabrani rasprave o politici unutar loža (koja je formalizirana u Andersonovim Konstitucijama), slobodni zidari u tajnosti kreiraju političke planove i zakone koji služe njihovim interesima. Tako je već krajem 18. stoljeća slobodno zidarstvo optuživano za izradu "perfidnih zakona" usmjerenih protiv autoriteta države. Francuski pisac Albert Vigneau tvrdio je da su slobodni zidari sudjelovali u oblikovanju tzv. "izdajničkih zakona", dok su ih antimasonski teoretičari optuživali za infiltraciju u zakonodavne i administrativne strukture te za širenje masonskih ideala u javnom mnijenju.
Ove su teorije protumasonstva dobile zamah nakon Francuske revolucije, a vrhunac su doživjele 1797. godine objavom djela Memoari koji će poslužiti povijesti jakobinizma autora abbéa Augustina Barruela. U 20. stoljeću, slobodno zidarstvo suočilo se s totalitarnim režimima, koji su pojačali antimasonsku propagandu i represiju. Protumasonstvo su provodili komunistički režimi (koji su brzo i potpuno zabranili slobodnozidarske aktivnosti), Fašistička Italija (pod Mussolinijem), Salazarov Portugal i Francova Španjolska te Nacistička Njemačka (gdje su slobodni zidari tijekom njemačke okupacije bili progonjeni i zatvarani).

## Religijsko protumasonstvo

### Katolička Crkva
Glavna vjerska opozicija slobodnom zidarstvu dolazi iz Katoličke Crkve, koja još od njegovih početaka smatra da ono promiče religijski relativizam, odnosno ideju da nijedna religija nije iznad drugih. Prva službena osuda slobodnog zidarstva dogodila se 1738. godine, kada je papa Klement XII. objavio bulu In eminenti Apostolatus Specula. Njegovi nasljednici nastavili su s osudama, uključujući: Benedikta XIV. u enciklici Providas Romanorum (1751.), Lava XII. u apostolskom pismu Quo graviora (1825.), Pija VII. u buli Ecclesiam a Jesu Christo (1821.), Pija IX. u pismu Multiplices inter (1865.) i enciklici Etsi multa luctuosa (1873.), Lava XIII. u enciklikama Humanum genus (1884.) te Custodi di quella Fede i Inimica vis (1892.).
Katolička Crkva slobodno zidarstvo doživljava kao sustav u kojem vjernost Bogu i Crkvi postaje samo jedno od mogućih životnih opredjeljenja, ravnopravno s drugim filozofijama i svjetonazorima.
U Italiji, antimasonski stav Crkve dodatno je ojačao zbog značajne uloge slobodnih zidara, osobito Giuseppea Garibaldija, u pripajanju Papinske Države Kraljevini Italiji. U Francuskoj, Crkva je bila protiv slobodnog zidarstva jer je ona snažno podržavala Treću Republiku, koja je provela sekularizaciju obrazovanja i odvajanje Crkve od države.
Godine 1917., Zakonik kanonskog prava eksplicitno je naveo da članstvo u masonskoj loži automatski povlači ekskomunikaciju. Tijekom 1970-ih, posebno u Francuskoj, pojavili su se pokušaji pomirenja između Crkve i slobodnog zidarstva. No, 1983. godine, u revidiranom kanonskom pravu slobodno zidarstvo više nije izrijekom spomenuta, što je izazvalo nesigurnost oko crkvenog stava.
Međutim, u studenom 1983., Kongregacija za nauk vjere, tada pod vodstvom kardinala Josepha Ratzingera (kasnijeg pape Benedikta XVI.), ponovo je izdala službenu osudu slobodnog zidarstva, potvrđujući da katolici koji joj pripadaju ne mogu primati sakramente. Ovu odluku odobrio je papa Ivan Pavao II., a Vatikan je 2007. godine ponovo naglasio da članstvo u slobodnom zidarstvu ostaje zabranjeno i da su katolici koji se pridruže ložama u stanju teškog grijeha, što im onemogućuje pristup euharistiji.
Godine 2007., monsinjor Gianfranco Girotti, franjevac i dužnosnik Kongregacije za nauk vjere, potvrdio je da je slobodno zidarstvo nespojiva s katoličkom vjerom, kritizirajući njezinu mističnu koncepciju, racionalistički naturalizam i tajnovitost koja, prema Crkvi, može dovesti članove u nesvjesno sudjelovanje u skrivenim strategijama.
Godine 2017., papa Franjo, poznat po svojoj kritici slobodnog zidara, odbio je imenovati libanonskog slobodnog zidara za veleposlanika pri Vatikanu. Već ranije, u srpnju 2013., na povratku sa Svjetskog dana mladih u Rio de Janeiru, osudio je "masonske lobije" unutar Crkve. Tijekom apostolske posjete Torinu 2015., u obraćanju mladima, ponovo je izrazio kritiku slobodnozidarskog utjecaja i neprijateljstva prema Crkvi. U studenom 2023. godine papa Franjo je ponovno potvrdio da je "aktivno članstvo vjernika u slobodnom zidarstvu zabranjeno zbog nepomirljivosti katoličke doktrine i slobodnog zidarstva."
Alain Bauer, bivši veliki majstor Velikog orijenta Francuske i povjesničar, iznosi još jednu pretpostavku o razlozima katoličke kritike: "Prisvajajući nasljeđe srednjovjekovnih graditelja, slobodni zidari su na neki način preuzeli i njihovu problematičnu povijest u odnosu s Crkvom." Tako bi "povijesno podrijetlo" na koje se pozivaju spekulativni slobodni zidari moglo biti uzrok crkvenih osuda.

### Protestantske Crkve
Na prvi pogled, odnosi između protestantizma i slobodnog zidarstva čine se manje konfliktni u usporedbi s katoličanstvom. Ipak, kroz povijest su i protestantske zajednice zauzimale antimasonske stavove. Knjiga Paula Ranca, đakona Reformirane kalvinističke Crkve, bavi se pitanjem kompatibilnosti između protestantizma i slobodnog zidarstva. Autor zaključuje da je nemoguće biti istodobno protestant i slobodni zidar, a da se pritom ne iznevjeri vjera.
U Sjedinjenim Američkim Državama, neke su se protestantske crkve također snažno usprotivile slobodnom zidarstvu. Primjerice, 1860. godine osnovana je Slobodna metodistička Crkva u Indiani, dijelom zato što su njezini osnivači sumnjali da je Metodistička Crkva pod utjecajem slobodnih zidara. Ova crkva i danas zabranjuje svojim članovima sudjelovanje u masonskim ložama. Južna baptistička konvencija, najveća baptistička organizacija u zemlji, 1992. godine provela je istraživanje i zaključila da je članstvo u slobodnom zidarstvu nespojivo s baptističkim vjerovanjima.

### Islam
Kritika i protivljenje slobodnom zidarstvu prisutni su u islamskom svijetu od njegovog pojavljivanja u 18. stoljeću. Nakon što je papa Klement XII. 1738. godine osudio slobodno zidarstvo, njegov primjer slijedio je sultan Mahmud I., koji ga je zabranio u Osmanskom Carstvu deset godina kasnije, 1748. Od tada se slobodno zidarstvo u islamskom svijetu često povezivala s ateizmom i smatrana je prijetnjom tradicionalnim vjerskim i političkim strukturama, kao i zbog odbijanja slobodnog zidarstva kao dijela zapadne kulture.
Njegovo širenje potaknuto je povezivanjem slobodnog zidarstva s judaizmom i cionizmom te rastom radikalnog islama i njegovih osuda slobodnog zidarstva. Dodatni razlog neprijateljstva bila je protucrkvena i ateistička ideologija Velikog orijenta Francuske, koja je dodatno pojačala islamsko protivljenje slobodnom zidarstvu.
Jedan od najutjecajnijih antimasonskih islamskih teoretičara bio je Rashid Rida, sirijsko-egipatski teolog koji je predvodio opoziciju slobodnom zidarstvu diljem islamskog svijeta. Kroz svoj panislamski časopis Al-Manār, Rida je širio antisemitske i antimasonske ideje, koje su kasnije utjecale na Muslimansko bratstvo i druge islamističke pokrete, uključujući Hamas. Članak 28. Hamasove povelje navodi da slobodno zidarstvo, Rotary i slične skupine djeluju u interesu cionizma i prema njegovim uputama.
Rida je tvrdio da su Židovi stajali iza Mladoturske revolucije 1908., Francuske revolucije 1789. i revolucije u Rusiji 1905. Također je vjerovao da Židovi planiraju preuzeti džamiju Al-Aksa i protjerati muslimanske i kršćanske stanovnike Svete Zemlje. Njegove teorije urote, koje su kombinirale europski antisemitizam i politički islam, ostavile su trajan utjecaj na radikalne islamske pokrete. Pod utjecajem Ride, Muslimansko bratstvo prihvatilo je teorije urote u kojima se slobodno zidarstvo prikazuje kao židovska urote.
Prva zabilježena fetva protiv slobodnog zidarstva datira iz 1911. godine, a zabilježio ju je belgijski povjesničar Hervé Hasquin. Sljedeće fetve nadahnute su kršćanskim judeomasonskim teorijama urote, koje su se proširile i u islamskom svijetu. Najpoznatija fetva je fikuh donesen 15. srpnja 1978. godine u Meki, tijekom sastanka Organizacije islamske konferencije, kojom je predsjedao saudijski kralj Klalid, sin osnivača saudijske dinastije. Ova fetva službeno je proglasila slobodno zidarstvo "opasnim" i "tajnovitim" pokretom neprihvatljivom za muslimane.
Mnoge zemlje s većinskim muslimanskim stanovništvom zabranile su slobodno zidarstvo i ne dopuštaju postojanje masonskih loža. U Iraku, pod britanskim mandatom, postojale su brojne masonske lože, ali su nakon revolucije 14. srpnja 1958. ukinute. Nakon što je Saddam Hussein preuzeo vlast, 1980. godine izmijenjen je kazneni zakon, prema kojem je promoviranje cionističkih ideja, uključujući slobodno zidarstvo, postalo kazneno djelo. U Egiptu, predsjednik Gamal Abdel Nasser 1964. godine zabranio je slobodno zidarstvo. U Siriji, 1965. godine, vlada Baas stranke službeno je zabranila masonske lože.
U suvremenom islamskom protumasonstvu često se slobodno zidarstvo povezuje s antisemitskim i anticionističkim narativima. Osim toga, neki islamski učenjaci i ekstremistički pokreti povezuju slobodno zidarstvo s teorijama urote i islamskom eshatologijom, posebno s likom Dedžala (islamskog Antikrista).
U posljednjim desetljećima, protumasonstvo se u islamskom svijetu dodatno proširio zbog masovnog širenja tekstova s izrazito agresivnom retorikom. Među najpoznatijima su djela pakistanskog autora Islam Faruqija te tekstovi turskog pisca Adnana Oktara, poznatog i pod pseudonimom Harun Yahya. Ovi autori slobodno zidarstvo prikazuju kao sredstvo zapadne dominacije, cionizma i kolonijalizma, pridonoseći jačanju antimasonskog sentimenta u islamskim zemljama.

## Političko protumasonstvo

### 18. i 19. stoljeće

#### Francuska revolucija
Jedna od najčešćih teorija protumasonstva tvrdi da je slobodno zidarstvo imalo presudnu ulogu u pokretanju Francuske revolucije. Iako su mnogi slobodni zidari podržavali revolucionarne ideje, slobodno zidarstvo je bila društvo često povezano s plemstvom, zbog čega je i sama postala žrtvom Revolucije i razdoblja Jakobinske diktature. Uoči Revolucije u Francuskoj je djelovalo gotovo tisuću loža, no do 1800. godine, nakon previranja i progona, samo ih je 75 uspjelo obnoviti svoj rad. Teorija da je Francuska revolucija rezultat urote usmjerene protiv Katoličke Crkve i monarhije, u kojoj su sudjelovali ateistički filozofi, slobodni zidari, iluminati i jakobinci, postala je jedna od najutjecajnijih proturevolucionarnih narativa. Ova ideja bila je posebno popularna u konzervativnim i klerikalnim krugovima, koji su u slobodnom zidarstvu vidjeli ključnog neprijatelja tradicionalnog poretka.

#### Urota ugarsko-hrvatskih jakobinaca
Vođa ugarsko-hrvatske jakobinske urote i slobodni zidar Ignjat Martinović, osnivač dva tajna "jakobinska" politička društva u Beču, nastojao je provesti demokratsku revoluciju i uspostaviti federativnu Ugarsku Republiku prema uzoru na Francusku revoluciju. Njegova urota bila je otkrivena, a on je uhićen 23. srpnja 1794. godine.
U istrazi su pod sumnju došli i pojedini hrvatski slobodni zidari. Među njima se našao i Maksimilijan Vrhovac, koji je navodno upravo tada spalio prvi dio svog "Dnevnika", u kojem je bilježio kontakte sa slobodnim zidarima. Josip Kralj, također hrvatski slobodni zidar, osumnjičen za sudjelovanje u Martinovićevoj uroti, izvršio je samoubojstvo 4. veljače 1795. godine u jednom svratištu u Pešti. Time je spriječeno daljnje razotkrivanje hrvatskih pristaša Martinovićeve ideje. Prije smrti ostavio je kratku poruku u kojoj je izrazio svoje uvjerenje: "Slobodan sam živio, pa radije kao slobodan umirem, nego da ma i jedan sat budem okovan u lance."
Urotnici i slobodni zidari Josip Haynoczy, Hrvat Ivan Lacković, Franjo Szentmariaji, grof Szigraj i Ignjat Martinović pogubljeni su 20. svibnja 1795. godine na Krvavom polju u Pešti. Nedugo nakon toga, 6. lipnja 1795. godine, car Franjo II. izdao je dekret kojim je slobodno zidarstvo zabranjeno na području cijele Habsburške Monarhije.

#### Afera Morgan i Antimasonska stranka u Sjedinjenim Državama
Prvi veliki masonski skandal u Sjedinjenim Američkim Državama dogodio se početkom 19. stoljeća i postao poznat kao "Afera Morgan". William Morgan (rođen 1774.) bio je američki kamenorezac i slobodni zidar. Godine 1825. pokušao je u svom mjestu Batavia (država New York) osnovati kapitul kraljevskog luka, organizaciju viših masonskih stupnjeva kakvu je prethodno vidio u East Bethanyju. No, njegovo članstvo bilo je odbijeno – suvremenici su ga opisivali kao pijanca i dužnika, a u dobi od 52 godine bio je financijski iscrpljen. Ogorčen zbog odbijanja, Morgan je odlučio razotkriti masonske tajne i time steći slavu i bogatstvo. U ožujku 1826. sklopio je ugovor s lokalnim tiskarom kako bi objavio knjigu Ilustracije slobodnog zidarstva, autora koji je tom predmetu posvetio trideset godina. Masonska loža u Bataviji, malom gradiću s 1.300 stanovnika, smatrala je objavu takvog djela neprihvatljivom. Stoga su 10. rujna 1826. pokušali spaliti tiskaru, ali nisu uspjeli. Potom su organizirali Morganovo uhićenje pod optužbom za krađu, no nedostatak dokaza doveo je do njegovog puštanja na slobodu. Nedugo zatim, Morgan je otet i navodno prevezen do tvrđave Niagara, gdje je najvjerojatnije ubijen kako bi se spriječila objava njegove knjige. 7. listopada 1828., uz obalu jezera Ontario, pronađeno je tijelo koje je Morganova udovica identificirala kao njegovo.
Kad je slučaj postao javan, mnogi su vjerovali da su Morgana ubili slobodni zidari. To je izazvalo val žestokih antimasonskih prosvjeda diljem zemlje, što je gotovo dovelo do potpunog nestanka slobodnog zidarstva u Sjedinjenim Državama. Antimasonski pokret ubrzo je prerastao u politički fenomen. U državi New York, ali i susjednim državama Vermont i Pennsylvania, organizirane su antimasonske konvencije koje su potaknule široku javnu kampanju protiv slobodnog zidarstva.
Kako je pokret rastao, američki političari preuzeli su antimasonsku retoriku kako bi stekli popularnost. Oni koji su tražili potpunu zabranu masonerije, ali i oni koji su se protivili liberalnim idealima Revolucije iz 1776., osnovali su 1828. godine Antimasonsku stranku. Stranku su aktivno podržavale crkve, osobito baptističke zajednice, koje su snažno sudjelovale u antimasonskim inicijativama. Iako je politički uspjeh stranke bio kratkotrajan, antimasonski sentiment smanjio je broj slobodnih zidara u SAD-u za više od polovice u razdoblju od 15 godina. Posljedice su bile katastrofalne za američko slobodno zidarstvo, koje je gotovo nestalo sve do kraja Američkog građanskog rata (1861. – 1865.).

#### Judeomasonska urota
Pojam "judeomasonska urota" nastao je u poznatom antisemitskom pamfletu Protokoli Sionskih mudraca, koji je u stvarnosti bio falsifikat. Ovaj lažni dokument, koji su popularizirali Matvej Golovinski i Sergej Nilus, objavljen je početkom 20. stoljeća. Kasnije je postao važan element propagande Trećeg Reicha, kao i propagande Višijske Francuske, koji su u jednoj sintagmi povezali antisemitizam i protumasonstvo – dva ključna stupa svoje ideologije.
Ideja o povezanosti Židova i slobodnih zidara potječe iz francuskih katoličkih krugova s kraja 18. stoljeća. Ona se razvila nakon što je Augustin Barruel u svojoj knjizi iz 1797. optužio slobodno zidarstvo za zavjeru koja je dovela do Francuske revolucije. U desetljećima nakon toga, masonske lože počele su primati židovske članove, što je dodatno pridonijelo povezivanju tih dviju skupina u teorijama urota. Percepciju povezanosti dodatno je ojačala činjenica da slobodnozidarski obredi koriste hebrejske izraze, što su antimasonski teoretičari zloupotrijebili za promicanje ideje o navodnoj tajnoj židovsko-masonskoj mreži. Godine 1871., francuska vlada donijela je Crémieuxove dekrete, kojima su alžirski Židovi dobili francusko državljanstvo. Budući da je Adolphe Crémieux, autor tih dekreta, bio istodobno Židov i slobodni zidar, postao je glavna meta napada, a njegovo ime se često koristilo kao "dokaz" postojanja judeomasonske urote.

#### Taxilova prijevara
Francuski novinar Gabriel Antoine Jogand-Pagès, poznat pod pseudonimom Leo Taxil, bio je poznat po svojim antiklerikalnim stavovima, ali i po jednoj od najvećih književnih prijevara 19. stoljeća. Zbog optužbi za literarnu prijevaru, izbačen je iz masonske lože kojoj je pripadao. U travnju 1885., Taxil je javno objavio svoju "konverziju" na katoličanstvo, praćenu velikom propagandnom kampanjom. Ubrzo nakon toga osnovao je časopis La France chrétienne - Jeanne d'Arc (Kršćanska Francuska – Ivana Orleanska), u kojem je započeo žestoku antimasonsku kampanju.
Najprije je slobodno zidarstvo optužio za moralnu izopačenost, tvrdeći da lože potiču poroke, pa čak i ubojstva. Potom je otišao korak dalje, proglasivši slobodno zidarstvo sotonističkim kultom koji štuje Bafometa. U svojim tekstovima tvrdio je da je Albert Pike, jedan od tadašnjih najutjecajnijih američkih slobodnih zidara, primao naredbe izravno od Lucifera. Međutim, 19. travnja 1897., tijekom konferencije za novinare, Taxil je priznao da je sve bila prijevara. Unatoč tom priznanju, njegova antimasonska propaganda nastavila je kružiti i imala je dugotrajan utjecaj. Posebno su je prihvatili tradicionalistički katolici, nacionalisti i protivnici Dreyfusove afere, koji su njegovim lažima nastavili opravdavati masonske teorije urota.

#### Antimasonska liga i njezin utjecaj
Družba Isusova (poznata kao isusovci), katolički red čiji članovi pripadaju regularnom kleru, osnovala je 1850. godine u Napulju časopis Civiltà Cattolica (Katolička civilizacija), jedan od najutjecajnijih talijanskih katoličkih časopisa. U izdanju od 4. ožujka 1885., časopis je najavio posjet Arthura Verhaegena, katoličkog inženjera i socijalista. Iako je bio unuk Théodorea Verhaegena, velikog majstora Velikog orijenta Belgije, Arthur Verhaegen bio je gorljivi protivnik slobodnog zidarstva. Predložio je papi da službeno blagoslovi osnivanje Antimasonske lige (Ligue antimaçonnique). Ova liga svoje je temelje imala u Nacionalnoj uniji za ispravljanje nepravdi (Union nationale pour le redressement des torts), belgijskoj organizaciji osnovanoj za borbu protiv sekularizacije crkvene imovine. Njezin glavni cilj bio je zaštita Crkve i pape od slobodnih zidara i slobodoumnih mislilaca. Dana 8. studenoga 1885., svećenik Regnault predstavio je papi Lavu XIII. Priručnik Antimasonske lige (Manuel de la Ligue antimaçonnique). Ovaj priručnik, inspiriran enciklikom "Humanum genus" i antimasonskim kongresima Lea Taxila, nije se bavio vjerskom percepcijom slobodnog zidarstva, već je sadržavao pravila za borbu i uništenje slobodnog zidarstva. Prema ovom priručniku, "novi križari antimasonizma" morali su se pridržavati sedam zapovijedi, koje su uključivale: ne glasovati za slobodnog zidara, ne čitati novine povezane sa slobodnim zidarima, od najranije dobi uključivati djecu u Ligu, boriti se protiv slobodnih i neutralnih škola,
podržavati katoličke udruge itd. Iako je Liga u početku kritizirala utjecaj slobodnih zidara u javnom životu, ubrzo se organizirala na vojni i politički način. Njezina struktura uključivala je obične članove (pristalice, pomoćne trupe, tajne agente), deklarirane članove (rezervne snage spremne za borbu), aktivne članove i propagandne odbore.
Dok je Antimasonska stranka u SAD-u već ranije pokazala prijelaz s protumasonstva na antimasoneriju, odnosno na organizirani oblik antimasonske ideologije, Antimasonska liga je taj model prvi put uvela u Europu. Dana 20. rujna 1895., Liga je dosegla vrhunac svog utjecaja organiziranjem Prvog međunarodnog antimasonskog kongresa. Na tom događaju, Leo Taxil bio je gost od posebne važnosti, čime je dodatno ojačao antimasonsku propagandu u Europi.

### 20. stoljeće

#### Boljševičko protumasonstvo
Jedan od prvih organiziranih oblika protumasonstva u 20. stoljeću pojavio se unutar boljševičkog pokreta.
Takozvana "22. moskovska" uvjetna odredba, namijenjena vođama Komunističke internacionale, zabranjivala je istovremeno članstvo u Komunističkoj partiji i masonskim ložama. Iako ova zabrana nije bila uključena u konačni dokument donesen 1920. godine, njen se duh i dalje provodio u komunističkim režimima.
Za boljševičkog teoretičara Lava Trockog, masonski hramovi su bili mjesto klasne suradnje, što je smatrao kontrarevolucionarnim. Izjavio je: "Masonerija je kuga na tijelu francuskog komunizma, koju treba spaliti užarenim željezom." Trocki je od Francuske komunističke partije zahtijevao da svim svojim članovima koji su ujedno bili i slobodni zidari naredi napuštanje loža. Upozorio je da će se svaki član koji prikrije svoje masonsko članstvo smatrati neprijateljskim agentom, a takvi pojedinci bit će obilježeni kao izdajnici proletarijata. Pod ovim pritiskom, Marcel Cachin i André Marty, tada istaknuti francuski komunisti, napustili su Veliki orijent Francuske 1922. godine.
Sovjetski Savez je 1922. godine službeno zabranio slobodno zidarstvo. Na jednom od sastanaka Druge internacionale, boljševik Grigorij Zinovjev zahtijevao je da se slobodni zidari isključe iz organizacije, smatrajući ih neprihvatljivima za komunistički pokret. Slobodno zidarstvo nije postojalo ni u drugim marksističko-lenjinističkim državama, budući da su je komunistički režimi smatrali buržoaskom institucijom i prijetnjom jedinstvu Partije. Pokušaji obnavljanja slobodnog zidarstva nakon Drugog svjetskog rata u Čehoslovačkoj i Mađarskoj bili su kratkog vijeka – obe su pokreta suzbijena 1950. godine, kada su režimi tih zemalja po sovjetskom modelu zabranili i raspustili masonske lože.
Godine 1993., francuski povjesničar Alain Dierkens napisao je: "Komunizam je zapravo slobodno zidarstvo u ogledalu – slobodno zidarstvo koje je ubilo svog oca osudivši tu organizaciju." U nekoliko poglavlja svoje knjige posvećene protumasonstvu, Dierkens opisuje kako su radikalna ljevica i slobodno zidarstvo dijelile sudbinu progona, budući da su obje često bile percipirane kao "neprijatelji države".

#### Međuratna Mađarska
Godine 1919., nakon dolaska Béle Kuna na vlast i proglašenja diktature proletarijata, masonske lože u Sovjetskoj Mađarskoj su zatvorene. Nakon pada komunističkog režima, vođe kontrarevolucije, poput Miklósa Horthyja, optužili su mađarske slobodne zidare za poraz u Prvom svjetskom ratu i za poticanje revolucije. Godine 1920., slobodno zidarstvo je službeno zabranjena dekretom, čime je započeo val pretresa masonskih loža, koje su provodili časnici mađarske vojske. Tijekom tih akcija pljačkane su i uništavane masonske knjižnice, arhivi i umjetnička djela, zapljenjeni su dokumenti o slobodnom zidarstvu, od kojih su neki sačuvani i danas dostupni za istraživanje, a masonski hramovi preuzeti su i pretvorene u antimasonske izložbene centre.
Nakon Drugog svjetskog rata, Velika simbolička loža Ugarske je ponovno uspostavljena, no nakon samo pet godina, komunistička vlast ih je proglasila "mjestima okupljanja neprijatelja Narodne Republike, kapitalističkih elemenata i zapadnih imperijalista". Godine 1950., slobodno zidarstvo je ponovno zabranjena, a lože su raspuštene pod komunističkim režimom.

#### Fašistička Italija
Godine 1924., talijanski permijer i diktator Benito Mussolini donio je dekret kojim je svim članovima Nacionalne fašističke stranke, koji su ujedno bili slobodni zidari, naloženo da napuste jednu od tih organizacija – ložu ili stranku. Već 1925., Mussolini je službeno raspustio slobodno zidarstvo u Italiji, tvrdeći da je riječ o političkoj organizaciji koja ugrožava fašističku državu. Jedan od najistaknutijih talijanskih fašista, general Luigi Capello, koji je također bio zamjenik velikog majstora Velikog orijenta Italije, odbio je istupiti iz lože te je umjesto toga napustio Fašističku stranku. Kasnije se pridružio neuspjelom atentatu na Mussolinija i zbog toga je osuđen na 30 godina zatvora. Međutim, u zatvoru je proveo samo devet godina, nakon čega je pušten na slobodu.
Nakon zabrane slobodnog zidarstva, fašistički režim je započeo progon slobodnih zidara, zapljenjujući njihovu imovinu, knjižnice i arhive. Mnogi slobodni zidari bili su uhićeni, mučeni ili prisiljeni na progonstvo, dok su masonske lože zatvorene i označene kao "izdajničke organizacije". Fašistička propaganda često je prikazivala slobodno zidarstvo kao tajnu urotu koja podriva državu, a antimasonska retorika bila je dio šire kampanje protiv političkih i ideoloških protivnika režima.

#### Krajnja desnica u Finskoj
Tijekom 1930-ih i 1940-ih, krajnje desne skupine imale su značajan politički utjecaj u Finskoj te su vršile pritisak na vladu kako bi se slobodni zidari isključili iz oružanih snaga. Jedna od najoštrijih antimasonskih skupina bili su Domoljubni građani Viitasaarija (VIK), koji su zahtijevali protjerivanje Židova i slobodnih zidara iz zemlje. Ova organizacija distribuirala je desetke tisuća antimasonskih pamfleta, u kojima su slobodni zidari optuženi za urote protiv države. Posebno istaknuti protivnik slobodnog zidarstva bio je potpukovnik Paavo Susitaival, zastupnik Domoljubnog pučkog pokreta (IKL), krajnje desne stranke inspirirane fašizmom. Susitaival je tvrdio da su slobodni zidari odgovorni za ritualna ubojstva, čime je promovirao teorije urote koje su već bile prisutne u europskoj fašističkoj propagandi.
Pod pritiskom krajnje desnice, finske vlasti su tijekom 1930-ih nadzirale aktivnosti Velike lože Finske, a slobodno zidarstvo se našlo pod sumnjom i napadima.

#### Drugi svjetski rat i nacistički progoni
Iako su glavne žrtve nacističkog genocida bili Židovi, Romi, osobe s invaliditetom, homoseksualci, kršćani (protestanti i katolici), Jehovini svjedoci te svi protivnici režima, arhivi Glavnog ureda za sigurnost Reicha (RSHA) potvrđuju da su nacisti sustavno progonili i slobodne zidare. Procjenjuje se da je tijekom nacističke vladavine ubijeno između 80.000 i 200.000 slobodnih zidara. U Francuskoj, režim Višijske vlade i pojedini državni dužnosnici aktivno su sudjelovali u tim progonima, posebice donošenjem zakona od 13. kolovoza 1940. i 11. kolovoza 1941., kojima su slobodni zidari bili službeno zabranjeni i identificirani kao državni neprijatelji.
Uspostavom Nezavisne Države Hrvatske 1941. godine nastavlja se zabrana rada slobodnim zidarima. U noći 10. na 11. studenoga iste godine ustaške vlasti uhitile su u Zagrebu četrdesetak slobodnih zidara. Hapšenje je trebalo biti nastavljeno idućih dana, ali je zbog velikog uzbuđenja i revolta koji je nastalo u intelektualnim krugovima Zagreba njemačka vojna komanda spriječila dalje izvođenje akcije. Nekoliko dana kasnije svi su uhićeni prebačeni u logor Jasenovac, a zatim u logor Stara Gradiška. U logoru je umro Oton Gavrančić a ubijeni su slobodni zidari grof Josip Bombelles i Manko Gagliardi, koji nisu bili uhićeni sa zagrebačkim slobodnim zidarima nego su naknadno dovedeni u logor. Do početka travnja 1942. gotovo svi slobodni zidari otpušteni su iz logora.
Međutim, povjesničari napominju da je većina slobodnih zidara koji su deportirani u koncentracijske logore stradala iz više razloga – često zbog angažmana u pokretima otpora ili pripadnosti etničkim i vjerskim skupinama koje su bile na meti nacista. Samo rijetki su bili progonjeni isključivo zbog pripadnosti slobodnom zidarstvu.
Jedan od najpoznatijih primjera masonskog otpora unutar logora je Loža "Draga sloboda" (Loge Liberté chérie), koja je osnovana u koncentracijskom logoru Esterwegen i djelovala je oko godinu dana, unatoč brutalnim uvjetima i stalnoj prijetnji eliminacije.
Tijekom njemačke okupacije Francuske, veliki dio francuske filmske industrije bio je pod nadzorom njemačke kompanije Continental/Tobis. Godine 1943., snimljen je propagandni film Okultne sile (Forces occultes), koji je bio otvoreno antimasonski. Iako su financijska sredstva osigurali Nijemci (preko Propagandnog odreda), film su režirali francuski kolaboracionisti. Njegov scenarist, Jean Marquès-Rivière, bio je bliski suradnik Bernarda Faÿa, koji je u Višijskoj Francuskoj bio zadužen za nacionalnu knjižnicu. Faÿ je od listopada do studenog 1940. organizirao pljačku masonskih arhiva i popisa članova u "slobodnoj zoni", čime su mnogi slobodni zidari postali mete progona.
Godine 1948., mala plava cvjetna biljka potočnica postala je službeni simbol Ujedinjene velike lože Njemačke. U ovom kontekstu, cvijet predstavlja sjećanje na slobodne zidare koji su patili i stradali, posebno tijekom nacističkih progona, a često se prikazuje u obliku piktograma kao znak sjećanja i otpora.

#### Francova Španjolska
Diktator Miguel Primo de Rivera navodno je naredio ukidanje slobodnog zidarstva u Bourbonskoj Španjolskoj. U rujnu 1928., jedna od dvije velike lože u zemlji bila je zatvorena, a oko 200 slobodnih zidara, uključujući velikog majstora Velikog orijenta Španjolske, uhićeno je pod optužbom za urotu protiv vlade.
Nakon vojnog udara 1936., mnogi slobodni zidari koji su se zatekli na teritoriju pod nacionalističkom kontrolom bili su uhićeni i pogubljeni u sklopu tzv. Bijelog terora, zajedno s članovima lijevih stranaka i sindikalistima. Slobodni zidari su bili mučeni, davljeni garotom, strijeljani i ubijani od strane organiziranih eskadrona smrti u gotovo svakom španjolskom gradu. Jedan od najvećih protivnika slobodnog zidarstva, svećenik Juan Tusquets Terrats, postao je savjetnik nacionalista, zadužen za otkrivanje slobodnih zidara. Njegov bliski suradnik bio je osobni kapelan Francisca Franca, a njih dvojica sastavili su popis s čak 80.000 imena navodnih slobodnih zidara, iako ih je u Španjolskoj tada bilo manje od 5.000. Mnogi su primjeri progona. Masonski hram u Córdobi spaljen je do temelja. Masonski hram u Santa Cruz de Tenerife na Kanarima konfisciran je i pretvoren u sjedište Falange. Jedna loža napadnuta je topništvom. U Salamanci je 30 slobodnih zidara iz jedne lože strijeljano, uključujući i jednog svećenika. Slični masakri dogodili su se diljem Španjolske, straljano je 15 slobodnih zidara u Logroñu, 17 u Ceuti, 33 u Algecirasu, 30 u Valladolidu, među njima i lokalni guverner, dok je u Sevilli cijelo članstvo nekoliko loža pobijeno. Sumnja na pripadnost slobodnom zidarstvu često je bila dovoljan razlog za smaknuće, a brutalnost progona bila je tolika da su neki slobodni zidari bacani u kotlove parnih lokomotiva kako bi im se uništila tijela. Do 16. prosinca 1937., prema izvješću godišnje slobodnozidarske skupštine u Madridu, svi slobodni zidari koji nisu pobjegli iz nacionalističkih područja bili su ubijeni.
Nakon pobjede Francisca Franca, 2. ožujka 1940. slobodno zidarstvo je službeno zabranjeno u Španjolskoj. Samo članstvo u loži bilo je kažnjivo s minimalno 12 godina zatvora. Slobodni zidari 18. stupnja i više smatrani su krivima za "otežavajuće okolnosti", što je često značilo smrtnu kaznu.
Iako su frankisti tvrdili da je srušeni Republikanski režim bio pod jakim utjecajem slobodnog zidarstva, u stvarnosti su slobodni zidari bili prisutni u svim političkim i vojnim sektorima. Među njima su bila četiri generala koji su podržali Francovu pobunu, dok su mnoge lože okupljale konzervativne republikance.
Masonerija je formalno zabranjena "Zakonom o represiji slobodnog zidarstva i komunizma", a Franco je svojim pristašama dao dvomjesečni rok da istupe iz bilo koje masonske lože. Mnogi slobodni zidari, uključujući istaknute monarhiste koji su podržavali Nacionalističku pobunu 1936., radije su otišli u progonstvo nego napustili bratstvo. Iako su španjolski slobodni zidari većinom pripadali višim ili srednjim slojevima i zagovarali konzervativni liberalizam i antiklerikalizam, slobodno zidarstvo je za Franca ostalo simbol neprijateljske urote.
"Zakon o represiji slobodnog zidarstva i komunizma" ostao je na snazi sve do 1963. godine. Francova opsesija slobodnim zidarstvom bila je vidljiva u njegovim govorima i propagandi, gdje je često ponavljao teze o "judeomasonskoj uroti". Tijekom svog života napisao je najmanje 49 antimasonskih članaka i jednu antimasonsku knjigu pod pseudonimom. Francova izjava jasno odražava njegovu ideološku paranoju:
»Cijela tajna kampanja protiv Španjolske može se objasniti s dvije riječi: slobodno zidarstvo i komunizam... Moramo iskorijeniti ta dva zla iz naše zemlje.«

#### Sindikalni i radnički pokreti
Početkom 20. stoljeća, Pierre Monatte, francuski sindikalist, vođa Opće konfederacije rada (CGT) i osnivač časopisa La Vie Ouvrière (Radni vijek), izrazio je zabrinutost zbog utjecaja slobodnog zidarstva među sindikalistima. U jednom od svojih tekstova napisao je: "Mnogi sindikalni dužnosnici dopuštali su da ih slobodno zidarstvo privuče. A ako postoji organizacija koja promiče klasnu suradnju, onda je to upravo ona. Do tada se slobodno zidarstvo širila uglavnom među državnim službenicima, posebno poštanskim radnicima i učiteljima. Sada je počela pridobivati i radničke aktiviste. Zar nije upravo to razlog zbog kojeg su se mnogi od njih skrenuli s puta u kolovozu 1914.?" Monatte je sugerirao da je slobodno zidarstvo, svojom promidžbom klasne suradnje, oslabila radnički pokret, osobito u kritičnim trenucima, poput početka Prvog svjetskog rata.
Godine 1955., časopis La Heroldo (Glasnik), službeno glasilo Međunarodne lige slobodnih zidara, u svom je listopadskom izdanju izvijestio da je Godišnji kongres britanske Laburističke stranke zauzeo stav protiv slobodnog zidarstva. Razlog tome bio je uvjerenje da je: "Nemoguće istodobno pripadati nerealnoj bratovštini i istinskom socijalizmu." Ovaj stav pokazivao je sve veće nepovjerenje dijela radničkog pokreta prema slobodnom zidarstvu, koja je često bila optuživana za suradnju s buržoazijom i kompromitiranje klasne borbe.

### Suvremeno protumasonstvo
Ulazak u 21. stoljeće obilježen je ponovnim jačanjem protumasonstva, pri čemu je internet postao glavni medij za širenje takvih ideja. Dio javnosti i civilnog društva izražava zabrinutost zbog mogućih veza između slobodnog zidarstva i političke ili pravosudne elite, osobito kada su masonske lože i bratovštine optužene za korupciju ili klijentelizam.
Protumasonstvo katoličkog i nacionalističkog podrijetla, koji se pojavio početkom 20. stoljeća i razvijao između dva svjetska rata, organizirao se kroz različite udruge i publikacije, poput: Antimasonskog vijeća Francuske (Conseil antimaçonnique de France; kasnije preimenovanog u Antimasonsku Francusku,  La France antimaçonnique), Lige franco-katolika (Ligue franc-catholique, koja je postala Protujudeomasonska liga, Ligue anti-judéomaçonnique), Tannenbergova unija (Tannenbergbund; osnovan u selu Ericha Ludendorffa), Mađarske antimasonske lige, novina Propagande d’Union française (Propaganda francuske unije) i drugih.

#### Neokonzervativci i katolički tradicionalisti
Političko protumasonstvo neokonzervativnih i katoličkih tradicionalističkih krugova često se pojačava kada vlade donose zakone o društvenim pitanjima, poput zakona o pobačaju ili istospolnim brakovima. Neki antimasonski postupci proizlaze iz "masonofobije", izražene kroz vandalizam ili napade na vrijednosti koje brani sekularno slobodno zidarstvo, posebno sekularizam.
U veljači 2003. godine, ispred sjedišta Velikog orijenta Francuske, održan je prosvjed katoličke konzervativne organizacije SOS Tout-Petits, koja se protivi pobačaju i kontracepciji. Okupljeni su održali javno pokajničko molitveno bdjenje, uvjereni da iza "kulture smrti" slobodno zidarstvo. Njihov glavni slogan bio je: "Iza kulture smrti stoji slobodno zidarstvo." U studenome 2012., organizacija Francuski disidenti (Dissidence française) pokrenula je svoju "Brigadu ljutih" s ciljem provođenja antimasonskih akcija. U ožujku 2013., protivnici istospolnog braka organizirali su prosvjed ispred Nacionalne velike lože Francuske, ponavljajući svoje optužbe da slobodno zidarstvo stoji iza "rušenja tradicionalne obitelji". Dana 24. svibnja 2013., organizacija Francusko proljeće (Le Printemps français), zajedno sa skupinom Muškarci (Hommens), koji su protivnici istospolnog braka, održala je "antimasonsku manifestaciju protiv masonske sekte", optužujući slobodne zidare za ideološku indoktrinaciju djece. U prosinacu 2013., pred sjedištem Velikog orijenta Francuske održan je još jedan prosvjed protiv poziva ministrice pravosuđa Christiane Taubira na konferenciju. Prosvjednici su optužili vladu za "tajnu suradnju sa slobodnim zidarstvom". Oko 150 protivnika istospolnih brakova ponovno je prosvjedovalo, pet mjeseci kasnije, 24. svibnja 2013. godine.
U 2014., vandali su posjekli "stabla sekularizma" u Boussy-Saint-Antoineu i Épinay-sous-Sénartu. Ta stabla bila su posađena 2011. i 2012. na inicijativu socijalističkog gradonačelnika, koji je ujedno bio i član jedne masonske lože. Njima se obilježavala godišnjica "Zakona o odvajanju Crkve i države" iz 1905. godine. Organizacija Borba protiv masonerije (Combattre la franc-maçonnerie) preuzela je odgovornost za ove vandalske napade, tvrdeći da su oni čin otpora protiv masonske dominacije u društvu. Slični napadi dogodili su se u Angersu i Bordeauxu, gdje su također uništena stabla sekularizma. Uz posječeno drvo u Bordeauxu, na tlu je sprejem ispisano "Katolička Francuska".
U Belgiji, 1. lipnja 2012., tijekom skupa koji je organizirao svećenik Gabriel Ringlet u samostanu Malèves-Sainte-Marie, na temu Kršćani i slobodni zidari: Bogu hvala!, distribuirani su antimasonski letci koji su pozivali na "povratak pravim vrijednostima".
U različitim zemljama zabilježeni su brojni slučajevi vandalskih napada na masonske hramove. U Haitiju, u noći 3. na 4. kolovoza 2011., devastiran je hram Lože "Jeruzalem" u Cap-Haïtienu. Na mjestu napada ostavljena je poruka na kreolskom: "Kao i Katolička Crkva, slobodni zidari služe Luciferu. Napustite te religije i slijedite Isusa u drugoj crkvi." U Bostonu, u ožujku 2014., jedan muškarac provalio je u masonski hram u Ulici Tremont i pokušao ga zapaliti. Nakon uhićenja, nije otkrivena nikakva religijska pripadnost napadača, ali je bio poznat pravosudnim tijelima.

#### Krajnja ljevica i antikapitalizam
Neki komunistički i radikalno lijevi pokreti vide slobodno zidarstvo kao dio buržoaskog poretka, čiji su ideološki temelji i interesi suprotni interesima proletarijata. Najčešće citirani marksistički teoretičari u kontekstu protumasonstva su Karl Marx, Vladimir Lenjin i Lav Trocki.
Godine 2005., nakon izbacivanja jednog svog člana, Međunarodna komunistička struja izjavila je: "Neophodno je podsjetiti na neumoljivu borbu koju revolucionari vode više od stoljeća protiv slobodnog zidarstva i tajnih društava, koje smatraju oruđem buržoazije."
Francusko-talijanski antikapitalistički portal BellaCiao, koji se predstavlja kao "radikalna ljevica", redovito objavljuje Trockijevu izjavu o masoneriji: "Masonerija je kuga na tijelu komunizma, koju treba spaliti užarenim željezom." U travnju 2009., ovaj portal objavio je članak o odnosu protelerijata i slobodnog zidarstva kroz povijest, uz preporuku: "Svaka komunistička i socijalistička organizacija mora prihvatiti dva temeljna principa (...): Strogu zabranu članovima radničkih organizacija da sudjeluju u slobodnom zidarstvu, pod prijetnjom isključenja. I obvezu da svi slobodni zidari na javnim dužnostima otkriju svoje članstvo i prestanu djelovati u tajnosti." Ova izjava pokazuje kako se u određenim lijevim krugovima stvara snažan ideološki rascjep između radikalne ljevice i slobodnog zidarstva.

#### Političke kontroverze
U travnju 2017. godine u Italiji, Parlamentarno antimafijaško povjerenstvo naložilo je talijanskoj financijskoj policiji da zaplijeni popis 35.000 članova iz četiri glavne velike lože u Italiji. Ova istraga kulminirala je u ožujku 2017., kada su po nalogu Parlamentarnog antimafijaškog povjerenstva, predvođenog zastupnicom Rosy Bindi (Demokratska stranka), izvršene pretres i zapljena dokumenata u sjedištu Velikog orijenta Italije. Tom prilikom zaplijenjeno je 39 registratora sa spisima o 6.000 članova loža u Siciliji i Kalabriji. Godine 2024., Europski sud za ljudska prava donio je presudu u kojoj je osudio Talijansku Republiku zbog ove pretrage i zapljene, smatrajući da su time prekršena prava slobodnih zidara zajamčena člankom 8. Europske konvencije o ljudskim pravima, koji štiti privatni i obiteljski život. Sud je zaključio da je pretraga bila nesrazmjerna, te da nije bilo dovoljno dokaza koji bi opravdali razumnu sumnju o miješanju masonskih loža u kriminalne aktivnosti koje su bile predmet istrage. Italiji je naloženo da Velikom orijentu Italije plati 9.600 eura za nematerijalnu štetu i 5.344 eura za sudske troškove.
U veljači 2020. godine u Hrvatskoj, glavni državni odvjetnik Dražen Jelenić podnio je ostavku na tu dužnost nakon objave medija o članstvu u loži, odnosno Velikom orijentu Hrvatske.

## Teoretičari protumasonstva
Pitanje o masonskoj ulozi u povijesnim događajima često se postavlja kada su obje strane nekog sukoba – ili njihovi predstavnici – članovi iste velike lože, ili kada većinu jedne sukobljene strane čine slobodni zidari. Ove optužbe čine bitan dio suvremenih teorija urote. Jedan od prvih teoretičara masonskih urota bio je francuski svećenik Augustin Barruel, bivši isusovac, koji je 1797. godine u Londonu objavio svoje djelo Memoari koji će poslužiti povijesti jakobinizma. Ova knjiga postala je iznimno popularna u svoje vrijeme, a u njoj je Barruel tvrdio da je Francuska revolucija rezultat velike masonske urote. Prema njegovim tvrdnjama, revoluciju su organizirale tajne lože pod kontrolom jakobinaca, s ciljem rušenja monarhije i kršćanstva. Otprilike u isto vrijeme, škotski slobodni zidar i znanstvenik John Robison objavio je knjigu Dokazi urote protiv svih religija i vlada Europe. U ovom djelu, Robison je tvrdio da su slobodni zidari, osobito pripadnici Francuskog obreda, sudjelovali u revolucionarnim zavjerama diljem Europe. Obje ove knjige dale su temelje modernim antimasonskim teorijama zavjere, a njihovi se motivi ponavljaju i u brojnim kasnijim konspiracijskim narativima.

### Najznačajniji teoretičari
| Stoljeće | Fotografija      | Ime i prezime    | Vrste teorija                                    | Glavno djelo |
| -------- | ---------------- | ---------------- | ------------------------------------------------ | --- |
| XVIII.   | Augustin Barruel | Augustin Barruel | politička urota infiltracija bavarskih iluminata | Memoari koji će poslužiti povijesti jakobinizma |
| XVIII.   | John Robison.png | John Robison     | politička urota infiltracija bavarskih iluminata | Dokazi urote protiv svih religija i vlada Europe |
| XIX.     | Léo Taxil        | Leo Taxil        | vjerska urota                                    | Vrag 19. stoljeća (fran. Le Diable au XIXe siècle)                                                                                                  |
| XX.      | Nesta Webster    | Nesta Webster    | svjetska urota                                   | Svjetska revolucija. Urota protiv civilizacije (engl. World revolution. The plot against civilization)                                              |
| XX.      |                  | Walton Hannah    | protureligijski utjecaj                          | Vidljiva tama: Kršćanska procjena slobodnog zidarstva (engl. Darkness Visible: A Christian Appraisal of Freemasonry)                                |
| XX.      |                  | Stephen Knight   | politička urota                                  | Bratstvo: Ubojito razotkrivanje tajnog svijeta slobodnih zidara (engl. The Brotherhood: The Explosive Expose of the Secret World of the Freemasons) |

## Protumasonstvo u svijetu
Protumasonstvo se kroz povijest i u različitim dijelovima svijeta pojavljivao u različitim oblicima, još od svoje prve službene osude u papinskoj buli In eminenti Apostolatus Specula iz 1738. godine. Posebno su ga diktatorski režimi koristili kao alat za progone slobodne zidare, dok su tijekom Drugog svjetskog rata slobodni zidari bili metom nekih od najtežih represija. Slobodno zidarstvo je često bilo percipirano kao prijetnja autoritarnim vlastima, što je dovelo do masovnih zabrana, progona i likvidacija u različitim političkim kontekstima.

## Protumasonstvo u popularnoj kulturi
Kako se protumasonstvo širilo u društvu, potaknuo je brojne kulturne reakcije, uključujući karikature, pjesme, romane i stripove, koji su obrađivali masonske teme iz kritičke, satirične ili teorijski konspirativne perspektive.

### U književnosti i stripovima
- Iz pakla (engl. From Hell) – strip Alana Moorea, koji djelomično preuzima teoriju urote Stephena Knighta o kraljevsko-masonskoj uroti u slučaju Jacka Trbosjeka. U pogovoru pod nazivom Ples hvatača galebova, Moore napominje da je izabrao ovu teoriju zbog njezine književne vrijednosti, a ne povijesne točnosti. Po stripu je 2001. godine snimljen istoimeni film.
- Moj ujak Sosthène (fran. Mon oncle Sosthène) – kratka priča francuskog književnika Guya de Maupassanta, u kojoj jezuit obraća slobodnog zidara na katoličanstvo.[114]
- Ljudi dobre volje (Les Hommes de bonne volonté) – roman francuskog pisca Julesa Romainsa iz 1932., koji istražuje teme slobodnog zidarstva i vjere.[115]
- "Slobodni zidar Djevice" (Le Franc-maçon de la Vierge) – roman Florenta Bouhoursa iz 1888., koji opisuje priču mladića pod utjecajem dvojice slobodnih zidara.[116] Bio je jedan od najprodavanijih romana svog doba.
- Židov slobodni zidar (Le Juif franc-maçon) – roman svećenika Henrija Desportesa iz 1890., u kojem židovski slobodni zidar vlada cijelim selom. Također je bio bestseller u svoje vrijeme.
- Masonska opasnost i židovska opasnost (Le Péril franc-maçon et le péril juif) – roman Georgesa Romainea (pseudonim Georgesa Kestlera) iz 1895., koji spaja antimasonske i antisemitske narative.
- Pravi idiot – mason (L'imbécile maçon) – satirična pjesma iz romana Jacquemin slobodni zidar: legende tajnih društava (Jacquemin le Franc-maçon, légendes des sociétés secrètes), autora Collina de Plancyja iz 1848. godine.[117]
- Praško groblje – roman talijanskog romanopisca Umberta Eca iz 2010., u kojem protumasonstvo igra ključnu ulogu u zapletu.[118]

### Satira i karikature
- Uzjaši jarca (Ride the Goat) – američka satirična pjesma u obliku dječje brojalice, u kojoj se djeca rugaju svom ocu, koji je nedavno iniciran u masonsku ložu.
- Igra lonca (Le jeu de la casserole, 1905.) – antimasonska humoristična ilustracija u obliku igre na ploči s 33 polja. Inspirirana je skandalom poznatim kao Afera spisa (1904.), kada su otkrivene tajne liste masonskih časnika u francuskoj vojsci.[119]
- Slobodni zidari: Hudibrastična pjesma (The Freemasons: An Hudibrastick Poem, 1723.) – antimasonska pjesma, u kojoj bivši slobodni zidar, oslobođen svog zakletog zavjeta od strane katoličkog svećenika, iznosi antimasonske optužbe.[120]

### Glazba
- Illuminazi 666 – pjesma rap izvođača Rockin' Squata (pseudonim Mathiasa Cassela), koja optužuje masonske mreže za korupciju u Africi i iznosi tvrdnje o globalnoj zavjeri.
- Naše greške (Nos erreurs) – pjesma francuskog repera La Fouinea, u čijem refrenu se pjeva: "I živim svoj život anti-Illuminati, anti-slobodni zidar."